# Menschheitsdämmerung - Un document de l'expressionnisme

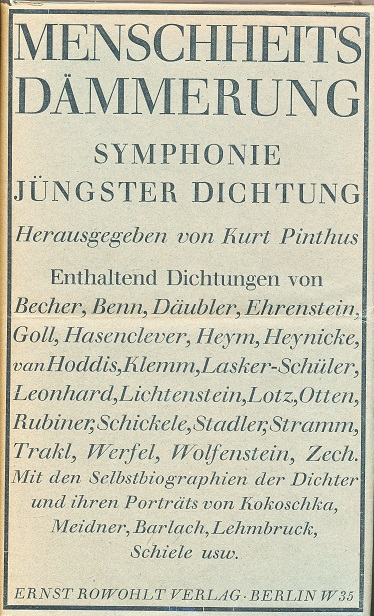
Menschheitsdämmerung. Symphonie jüngster Dichtung. Rowohlt 1920

Menschheitsdämmerung — Ein Dokument des Expressionismus, littéralement « Crépuscule [ou aube] de l'humanité — Un document de l'expressionnisme », est une anthologie de poésie de l'expressionnisme allemand établie par Kurt Pinthus et parue en 1920 à Berlin chez Rowohlt.

## Traduction du titreMenschheitsdämmerung?
Lors de la citation de l'ouvrage, certains critiques littéraires français optent semble-t-il pour Crépuscule de l'humanité. Le Dictionnaire du monde germanique   traduit plus justement au paragraphe 4 — Poésie expressionniste de l'article « Expressionnisme » (Maurice Godé): Crépuscule et aube de l'humanité.
Die Dämmerung signifie tout autant « l'aube » que « le crépuscule ». C'est le moment où le jour se lève ou bien quand la nuit tombe.
Kurt Pinthus écrit dans sa préface de 1919:

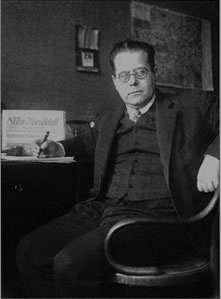
Kurt Pinthus vers 1920

« La poésie de notre époque est en même temps fin et commencement. »

— Kurt Pinthus (Berlin,automne 1919), préface à Menschheitsdämmerung

## Histoire
La première édition s'intitulait Menschheitsdämmerung, Symphonie jüngster Dichtung, « Crépuscule [ou aube] de l'humanité, Symphonie de la plus récente poésie ».
Les préfaces de Kurt Pinthus, « 40 ans après » (New York, été 1959),« Auparavant » (Berlin, automne 1919), « Souvenir » (Berlin, avril 1922), fournissent une information très riche sur cette époque de la  poésie expressionniste allemande au début du XXe siècle.

### 1919 et après
Quand il revient en 1959 sur la première parution du livre en 1919, Kurt Pinthus rapporte qu'à ce moment-là Menschheitsdämmerung fut jugé comme « une œuvre pionnière explosive, une expérience d'avant-garde  ».
Elle reste toujours considérée aujourd'hui comme l'« anthologie classique de l'expressionnisme », la « meilleure » et « la plus représentative » de cette haute et première période de l'expressionnisme entre 1910 et 1920.
Même si « ceux qui dans la décennie d'alors se nommèrent "la plus jeune génération" sont aujourd'hui la génération des anciens — ou des morts ».  
Le livre inscrit sur la « liste noire » durant l'époque nazie fut brûlé parmi des milliers d'autres lors de l'autodafé du 10 mai 1933 à Berlin.
Étant donné l'importance du document, l'ouvrage est toujours réédité en Allemagne.

### Après-guerre
Dans la préface de 1959 écrite à New York, l'analyse critique par Kurt Pinthus de la réception de Menschheitsdämmerung au cours de la première moitié du XXe siècle, et après la Seconde Guerre mondiale, est révélatrice des profonds changements survenus dans les mentalités des générations suivantes. Il arriva que la jeune poésie expressionniste des années 1910-1920 fût accusée après coup de « nihilisme »  (voire d' « œuvre du Diable » dans la thèse d'un étudiant cherchant à le démontrer): d'après les avis de ses détracteurs, l'expressionnisme allemand aurait été, « à peu d'exceptions près, un mouvement nihiliste, qui aurait préparé le nazisme par la destruction de toutes valeurs et formes ». Ces avis formulés dans l'époque contemporaine au « conformisme achevé, aussi bien dans les pays de gouvernements démocratiques que socialistes », observe Kurt Pinthus dans sa troisième préface écrite dans l'après-guerre,« marquaient au fer rouge du nihilisme toute critique et négation des valeurs et idées dont l'habitude détenait le monopole ». Et Pinthus de proposer dès lors cette plus juste et profonde analyse du mouvement de la jeune poésie expressionniste allemande d'antan:

« Mais si les poètes expressionnistes ont détruit, ils l'ont fait en raison d'une profonde souffrance dans le monde présent et d'une croyance fanatique à un renouveau dans les arts, dans la vie de l'individu et dans la communauté humaine. C'est pour cela que leur passion destructrice n'était pas nihiliste, mais constructive »

— Kurt Pinthus, 3e préface à Menschheitsdämmerung, « 40 ans après » (New York, Été 1959)

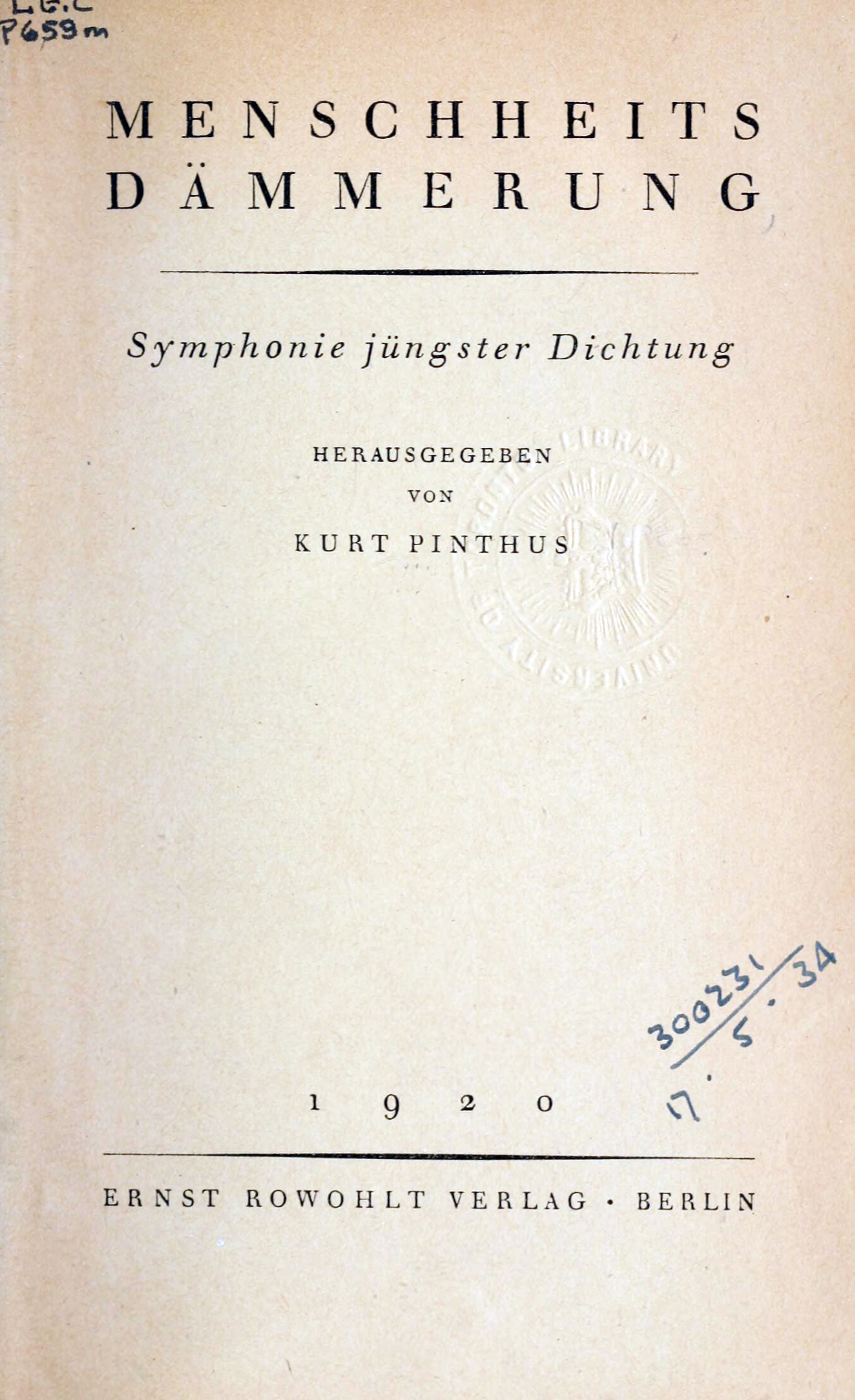
1e de couverture du recueil de poésie lyrique édité en 1920.

## Organisation de l'ouvrage
L'ouvrage se compose de 4 grands chapitres que l'auteur compare à quatre « mouvements » d'une « symphonie ». Les quatre thèmes sont les suivants:
- « Chute [ou: Effondrement] et cri » (Sturz und Schrei)
- « Réveil du cœur » (Erweckung des Herzens)
- « Soulèvement et révolte » (Aufruhr und Empörung)
- « Aime l'homme » (Liebe den Menschen)

De nombreux dessins, portraits des auteurs dont les poèmes se retrouvent distribués dans les différents chapitres, illustrent le recueil: on trouve des portraits de Georg Trakl, de Walter Hasenclever, de Albert Ehrenstein par Kokoschka, un autoportrait d'Else Lasker-Schüler, un dessin de Karl Otten par Egon Schiele, Yvan et Claire Goll dessinés par Marc Chagall et bien d'autres, tous réalisés dans cette période de l'expressionnisme avant 1920.

## «Les 23» auteurs composant l'anthologie
En 1919, Kurt Pinthus commençait son introduction par cette déclaration: 

« L'éditeur de ce livre est un ennemi des anthologies; — c'est pourquoi il édite ce recueil. »

— Kurt Pinthus (Berlin,automne 1919), préface à Menschheitsdämmerung
À cause de l'importance de l'entreprise et des préfaces introduisant à son esprit, il convient d'ajouter aux « 23 » auteurs cités ici par ordre alphabétique et dont l'éditeur a « recueilli » les textes pour en faire cette « anthologie »,  le nom de Kurt Pinthus lui-même : 

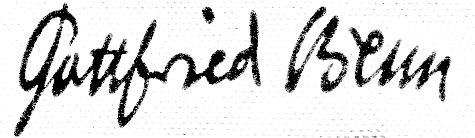
Gottfried Benn, Signature

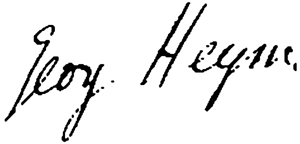
Georg Heym Signature

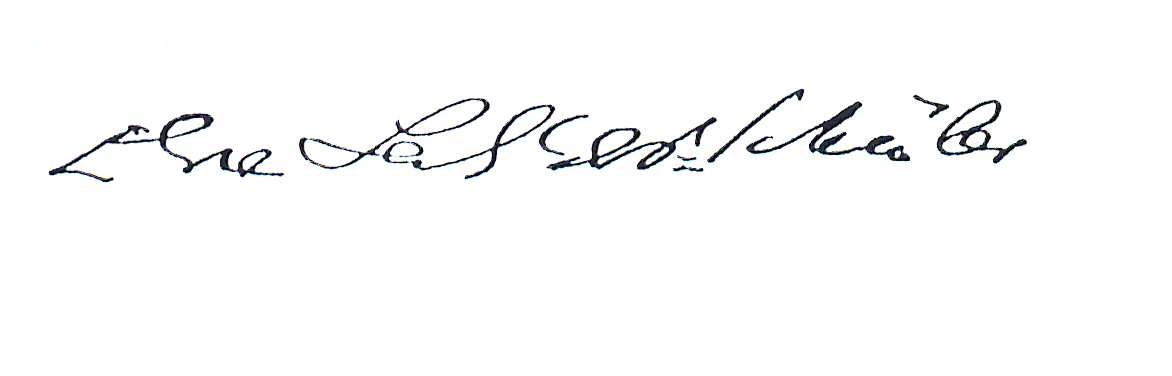
Else Lasker-Schüler, Signature

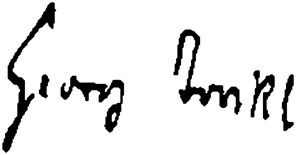
Georg Trakl, Signature

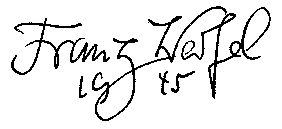
Franz Werfel, Signature

- Johannes Robert Becher (1891-1958)
- Gottfried Benn (1886-1956)
- Theodor Däubler (1876-1934)
- Albert Ehrenstein (1886-1950)
- Yvan Goll (1891-1950)
- Walter Hasenclever (1890-1940)
- Georg Heym (1887-1912)
- Kurt Heynicke (1891-1985)
- Jakob van Hoddis (1887-1942)
- Wilhelm Klemm (1881-1968)
- Else Lasker-Schüler (1876-1945)
- Rudolf Leonhard (1889-1953)
- Alfred Lichtenstein (1889-1914)
- Ernst Wilhelm Lotz (1890-1914)
- Karl Otten (1889-1963)
- Kurt Pinthus (1886-1975):Introductions
- Ludwig Rubiner (1881-1920)
- René Schickele (1883-1940)
- Ernst Stadler (1883-1914)
- August Stramm (1874-1915)
- Georg Trakl (1887-1914)
- Franz Werfel (1890-1945)
- Alfred Wolfenstein (1883-1945)
- Paul Zech (1881-1946)

## Édition de l'ouvrage
- (de) Menschheitsdämmerung - Ein Dokument des Expressionismus neu hrsg. von Kurt Pinthus, Ernst Rowohlt Verlag, Berlin 1920. Copyright 1955 by Rowohlt Taschenbuch Verlag Gmbh, Hamburg,  35e tirage en livre de poche en janvier 2009 dans « Les Classiques de Rowohlt en science et littérature », Littérature allemande Volume 4 "Rowohlts rororo Klassiker", n° 45055  (ISBN 9783499450556).